# Карикал
Карайкал, Карайкка́л, Карика́л (фр. Kârikâl, там. காரைக்கால்) — город в Индии, в округе Карайкал союзной территории Пудучерри.

## История
14 февраля 1739 года Франция приобрела у раджи Танджавура город Карайкал, форт Каракалчери и 8 близлежащих деревень за 50 тысяч чакра.
После образования независимой Индии во французских колониях на индийском субконтиненте начало шириться движение за объединение с Индией. В марте 1954 года местные власти заявили о желании присоединиться к Индии без какого-либо референдума. Начались переговоры между Индией и Францией, и 13 октября 1954 года было подписано соглашение о референдуме. На референдуме, состоявшемся 18 октября 1954 года, подавляющее большинство голосовавших высказалось за присоединение территории Карайкал к Индии. Три дня спустя в Дели было достигнуто соглашение о фактической передаче власти на этих территориях; официальный договор о передаче был заключён в мае 1956 года, ратифицирован французским парламентом в мае 1962 года, а обмен ратифицированными документами между Францией и Индией состоялся 16 августа 1962 года. С 1 июля 1963 года бывшая Французская Индия стала союзной территорией Пудучерри.
В 2004 году после землетрясения в Индийском океане город подвергся удару цунами.

## Транспорт
С 2006 года в Карайкале функционирует крупный морской порт.